# Passa la guerra
Passa la guerra è un mediometraggio muto italiano del 1915 diretto da Baldassarre Negroni.